# 比利任齊
50°3′48″N 26°37′18″E / 50.06333°N 26.62167°E
比利任齊（烏克蘭語：Білижинці），是烏克蘭西部的村莊，隸屬赫梅利尼茨基州的舍佩蒂夫卡區。該村始建於1500年，面積0.89平方公里，海拔高度249米，2001年人口225，人口密度每平方公里252.5人。